# Igreja Presbiteriana Ortodoxa da Nova Zelândia
A Igreja Presbiteriana Ortodoxa da Nova Zelândia (IPONZ) - em inglês Orthodox Presbyterian Church of New Zealand - foi uma denominação presbiteriana, formada em 1960 na Nova Zelândia, por um grupo de 4 igrejas dissidentes da Igreja Presbiteriana de Aotearoa Nova Zelândia. Em 1987, as igrejas decidiram não dar continuidade a denominação.. Em 2003, elas foram absorvidas pela Igreja Presbiteriana da Graça da Nova Zelândia.
Entre 1986 e 1987, a denominação tinha relações intereclesiásticas com as Igrejas Reformadas Canadenses e Americanas e Igrejas Reformadas Livres da América do Norte.